# Marassa Jumeaux
Nella religione vudù, i Marassa Jumeaux sono i gemelli divini. Sono bambini, di origine più antica rispetto a qualsiasi altro Loa. "Amore, verità e giustizia. Governati dalla Ragione. Misteri di collegamento fra cielo e terra che personificano la dottrina astronomica-astrologica. Essi sintetizzano il Loa (vudù) quali personificazioni del potere divino e dell'impotenza dell'uomo. Hanno una doppia vita e un potere considerevole, che permettono loro di gestire gli individui attraverso lo stomaco. Sono i misteri bambini." 

I gemelli Marassa sono in una certa maniera 
diversi dai Loa (vudù) standard, entrambi superiori di un livello rispetto a questi; sono due gemelli, eppure sono trini, sono maschio e femmina, e tutti e due i sessi insieme - un esempio mirabile della visione del mondo haitiana e della sua capacità di racchiudere in un'unica essenza due aspetti apparentemente contraddittori. In alcuni casi essi non vengono incanalati attraverso la possessione durante il rituale vudù, ma onorati per primi dopo Papa Legba.
I Marassa vengono comunemente sincretizzati con i santi cattolici Cosma e Damiano.